# Silver Glacier
Der Silver Glacier ist ein Gletscher im North Cascades National Park im US-Bundesstaat Washington und fließt von nahe unterhalb des Gipfels des Mount Spickard nordwestwärts. Der Silver Glacier beginnt in 8.700 ft (2.652 m) Höhe und fließt bis auf 7.200 ft (2.195 m) herab; der Silver Lake liegt 0,50 mi (0,8 km) unterhalb des gegenwärtigen Endes des Gletschers. Der National Park Service untersucht zurzeit den Silver Glacier als Teil seines Monitoring-Projektes für Gletscher.